# 米科拉伊夫卡 (別爾江斯克區)
47°1′25″N 36°51′23″E / 47.02361°N 36.85639°E
米科拉伊夫卡（烏克蘭語：Миколаївка）是位於烏克蘭東南部的村莊，由扎波羅熱州别尔江斯克区的貝雷斯托韋市鎮負責管轄。該村始建於1812年，面積6.68平方公里，海拔高度63米，2001年人口1,370，人口密度每平方公里205.2人。